# كلاية (زياران)
کلایة (بالفارسية: کلایه) هي قرية تقع في إيران في قسم زیاران الریفي. يقدر عدد سكانها بـ 23 نسمة .